# Gustav Theodor Drobisch

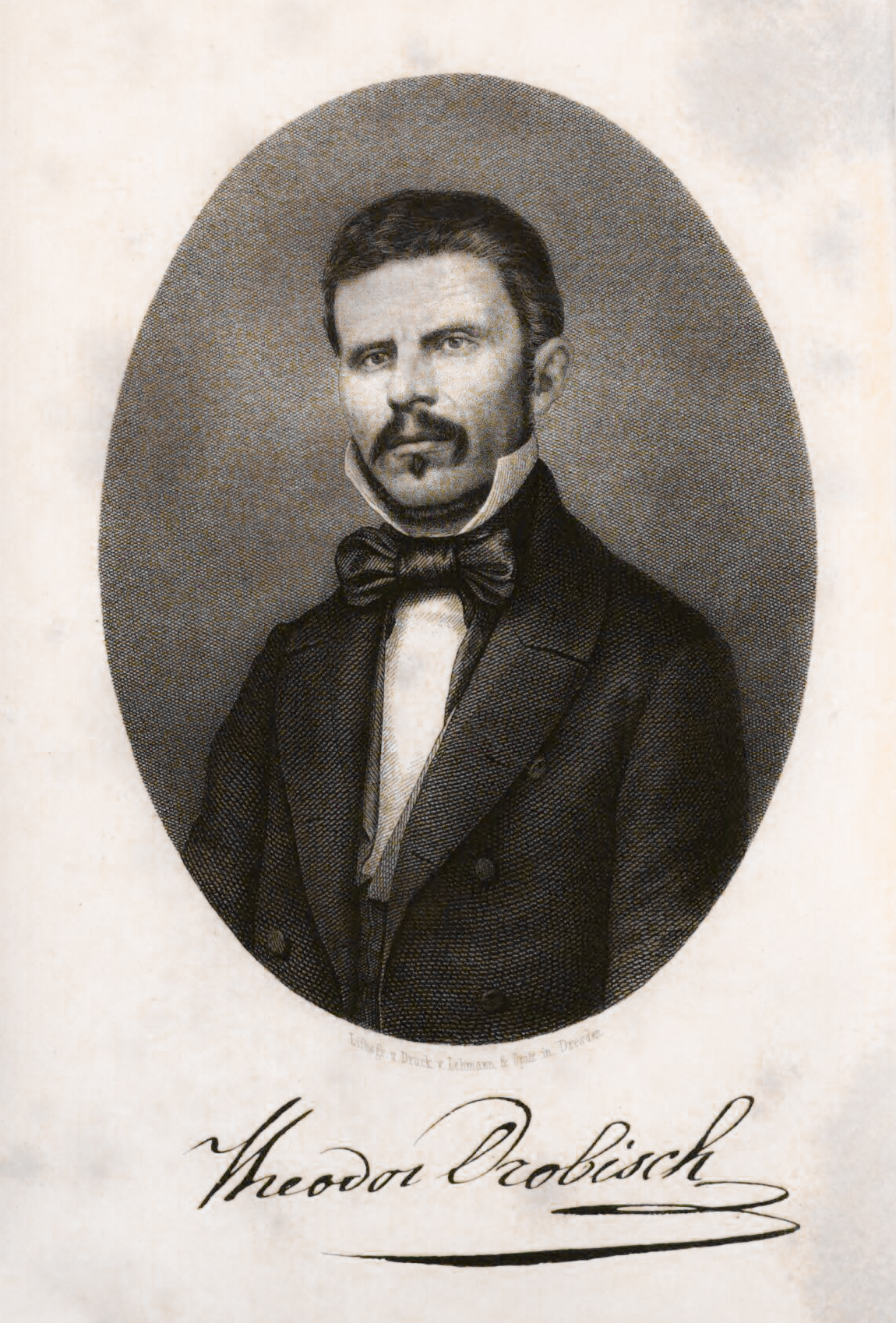
Porträt und Signatur von Theodor Drobisch

Gustav Theodor Drobisch (* 26. Dezember 1811 in Dresden; † 15. April 1882 ebenda) war ein deutscher Schriftsteller, Journalist und Schauspieler.

## Leben
Drobisch stammte aus der sächsischen Residenzstadt Dresden und war der Sohn eines Theatermusikers. 1819 zogen seine Eltern mit ihm von Dresden nach Leipzig. An der dortigen Universität studierte er Philosophie. Er ging verschiedenen Berufen nach, war beispielsweise kurzzeitig Schauspieler in der preußischen Kreisstadt Naumburg (Saale).
Danach arbeitete er als Redakteur. Er übernahm im Jahre 1860 die Redaktion der Dresdner Nachrichten. Ab 1872 redigierte er das Feuilleton der „Dresdner Presse“ und war u. a. Mitglied im Literarischen Verein in Dresden.

## Schriften (Auswahl)
- Dichtungen, Leipzig: Fischer u. Fuchs, 1836.
- Leipziger Tage und Nächte. Genre-Bilder aus der Geschichte, Wirklichkeit und Phantasie, Leipzig: Heinrich Hunger, 1842.
- Thron und Herz. Historischer Roman, Leipzig: Franz Peter, 1843.
- Iduna. Poesien über Gott, Unsterblichkeit und Tugend, Leipzig: Heinrich Hunger, 1844.
- Künstler-Novellen, Leipzig: Heinrich Hunger, 1845.
- Faxen aus Sachsen. Erstes Heft, Grimma & Leipzig: Verlags-Comptoir, 1850.
- Theater-Couplets und Volkslieder, Zwickau: Gebrüder Thost, 1852.
- Der Lorbeerkranz. Biographien berühmter Männer für Kinder. Erfurt: Bartholomäus. 1853.
- Gedichte ernsten und launigen Inhaltes, Dresden und Leipzig: H. Klemm, 1856.
- Der kleine Gerngroß, Leipzig: Reclam sen., 1856.
- Amarillen und Bartnelken. Gesammelte Novellen, Erzählungen und Humoresken, Band 1 und 2, Leipzig: Gräfe, 1857.
- Das Helden-Buch. Zur Erinnerung an Radetzky für die Söhne seiner Waffengefährten, Text von Theodor Drobisch. Illustrirt von G. Kühn u. m. A., 3. Auflage, Leipzig: Otto Spamer, 1859
- Die Sängerfahrt. Komische Oper in 1 Akt. Frei nach dem Schütze’schen Lustspiele: „Der König von Gestern“ bearbeitet von Theodor Drobisch, Musik von C. E. Conrad. Als Munscript gedruckt, Leipzig: Sturm und Koppe, [ca. 1860].
- Bunte Glasuren. Novellen, Humoresken und Gedichte, Dresden, Meinhold und Sohn, 1865.